# Arroyo Cacao, San Juan Lalana
Arroyo Cacao är en ort i Mexiko.   Den ligger i kommunen San Juan Lalana och delstaten Oaxaca, i den sydöstra delen av landet, 400 km sydost om huvudstaden Mexico City. Arroyo Cacao ligger 77 meter över havet och antalet invånare är 218.
Terrängen runt Arroyo Cacao är kuperad åt sydväst, men åt nordost är den platt. Arroyo Cacao ligger nere i en dal. Runt Arroyo Cacao är det ganska glesbefolkat, med 23 invånare per kvadratkilometer. Närmaste större samhälle är San Lorenzo, 6,9 km öster om Arroyo Cacao. Omgivningarna runt Arroyo Cacao är en mosaik av jordbruksmark och naturlig växtlighet.